# Fliegerhorst Fels am Wagram
Der Fliegerhorst Fels am Wagram in Fels am Wagram in Niederösterreich war einer der wichtigsten Fliegerhorste der Deutschen Luftwaffe in Österreich. In einem der Fliegerhorstkommandantur unterstellten Barackenlager mussten tausende von ausländischen Menschen Zwangsarbeit leisten.

## Beschreibung
In Fels wurde im Sommer 1938 begonnen, südwestlich von Fels auf gepachtetem Grund einen kleinen Flugplatz mit Verwaltungsgebäuden zu errichten. Das Flugfeld war unbefestigt und es gab einen größeren Hangar. Nördlich von Fels wurde ein Barackenlager mit etwa hundert Holzbaracken und einem zentralen Apellplatz angelegt, das ab Frühjahr 1939 als Ausbildungslager der Luftwaffe diente. Am Flugplatz befand sich auch eine Angorhasenzucht mit rund 2000 Tieren. Die Wolle der Tiere wurde für die Produktion von Fallschirmen und Wäsche für Soldaten verwendet.
Der Fliegerhorst spielte eine zentrale Rolle bei der Tag- und Nachtjagd. Hier waren eine Zeit lang Teile des Jagdgeschwaders 27 stationiert, die sich etwa an der Abwehr eines Angriffs auf die Kugellagerwerke in Schweinfurt beteiligten.
Beim ersten alliierten Luftangriffen auf den Fliegerhorst am 4. Juni 1944 wurde der Hasenstall zerstört. Flugplatz und Lager wurden im April 1945 von der Luftwaffe geräumt und teilweise zerstört. Am 8. Mai 1945 rückten die Rote Armee in Fels ein und nutzte die Baracken und für kurze Zeit auch den Flugplatz. Mitte 1946 zogen die Soldaten ab, demontierten die Baracken und transportierten sie per Bahn in die Sowjetunion.

## Zwangsarbeit
Nachweisbar ab 27. Juni 1944 wurden dort auch ungarische Juden zwangsbeschäftigt, die in einem Barackenlager untergebracht waren, das direkt auf dem Gelände errichtet wurde. Zusammen mit den im Schloss Thürnthal untergebrachten ausländischen Arbeitern unterstanden dem Kommandanten bis zu 3.000 Menschen, die bei Bauern und diversen Firmen als „Arbeitssklaven“ eingesetzt wurden.

## Situation heute
Das Gebiet des ehemaligen Barackenlagers, das sich nördlich der Kamptal Straße (B 34) befindet, ist heute weitgehend parzelliert und verbaut. Der ehemalige Flugplatz wird wieder als Ackerland verwendet.

## Trivia
Maria Grausenburger nahm Ende 1944 eine dieser aus Ungarn stammenden jüdischen Flüchtlingsfamilien bei sich auf und versteckte sie fortan vor den Nazis, wofür sie 1978 vom Yad Vashem als Gerechte unter den Völkern ausgezeichnet wurde.

## Belege
1. 1 2 3  Flugplatz Fels. (Memento des Originals vom 6. Mai 2021 im Internet Archive)  Info: Der Archivlink wurde automatisch eingesetzt und noch nicht geprüft. Bitte prüfe Original- und Archivlink gemäß Anleitung und entferne dann diesen Hinweis. In: g4v.info. Abgerufen am 4. September 2020.
2. 1 2  Markus Schmitzberger: Fliegerhorst Fels am Wagram – Decknamen „Garonne“ und „Finkennest“. In: geheimprojekte.at. Abgerufen am 4. September 2020.

Koordinaten: 48° 26′ 37″ N, 15° 48′ 48″ O